# Aitor Merino
Aitor Merino Unzueta, (San Sebastián, 17 de diciembre de 1972) es un actor y director de cine español criado en Pamplona. En 2007, dirigió el cortometraje El pan nuestro, que fue nominado a los Premios Goya de ese año. Su hermana Amaia Merino también es actriz. 
En 2013 volvió a ser director, esta vez junto a su hermana. Ambos dirigieron el documental Asier y yo (titulado originalmente Asier eta biok en euskera), largometraje que trata el conflicto político vasco en paralelo a la amistad entre el propio Aitor Merino y su amigo Asier Aranguren y la evolución de la misma según el transcurso de los años. En el documental, Aitor trata de explicar a sus amigos de Madrid, ciudad a la que se trasladó por motivos de trabajo, las luces y las sombras del conflicto vasco a través de la figura de su amigo Asier, que fue detenido por pertenencia a ETA en 2003. Por regla general, el propio Aitor ejerce también de cámara.
El documental fue presentado al público durante el Festival Internacional de Cine de San Sebastián 2013, donde obtuvo el premio Irizar. Además de en España, el documental se proyectó en salas de cine de Ecuador (país coproductor del filme) y de Francia.

## Filmografía

### Cine
- Basque Selfie (2018)
- Haz de tu vida una obra de arte (2013)
- Asier y yo (Asier eta biok) (2013)
- Norte, Sur, Este, Oeste (2012)
- Welcome Back (2011)
- En zapatillas (2009)
- Sukalde kontuak (2009)
- La leyenda del hombre lento (2006)
- El calentito (2005)
- Horas de luz (2004)
- 1809-1810 mientras llega el día (2004)
- Te doy mis ojos (2003)
- Días de fútbol (2003)
- Gris (2003)
- Canícula (2002)
- Simon: An English Legionnaire (2002)
- Primera persona (2002)
- Algunas chicas doblan las piernas cuando hablan (2001)
- Mezclar es malísimo (2001)
- ¿Tú qué harías por amor? (2001)
- A galope tendido (2000)
- Lo mejor de cada casa (Una semana en el parque) (2000)
- Cascabel (2000)
- Un banco en el parque (1999)
- Celos (1999)
- Rincones del paraíso (1999)
- Mambí (1998)
- Tu nombre envenena mis sueños (1996)
- Historias del Kronen (1995)
- Huidos (1993)
- Demasiado corazón (1992)
- Si te dicen que caí (1989)
- Romanza final (Gayarre) (1986)
- Fuego eterno (1985)
- El otro (1984)
- Akelarre (1983)
- La conquista de Albania (1983)

### Televisión
- LEX (2008)
- Mujeres (2006)
- Zeru horiek (2006)
- Lobos (2005)
- Hospital Central (2004)
- Programa más o menos multiplicado o dividido (1996)
- Yo, una mujer (1996)
- Segunda Enseñanza (1986)
- Goenkale (2013–2014) "Oliver"
- El ministerio del tiempo (2016)
- Pulsaciones (2017)
- Hospital Valle Norte (2019)

## Premios y distinciones
Festival Internacional de Cine de San Sebastián
| Año  | Categoría                   | Película   | Resultado |
| ---- | --------------------------- | ---------- | --------- |
| 2013 | Premio Irizar al Cine Vasco | Asier y yo | Ganador   |